# 灘麻太郎
灘 麻太郎（なだ あさたろう、本名：青木 毅、1937年3月17日 - ）は、日本の競技麻雀のプロ雀士、エッセイスト、漫画原作者、歌手。日本プロ麻雀連盟名誉会長（第2代会長）。同団体内での段位は九段。

## 経歴
北海道札幌市生まれ。国鉄勤務の父に従って幼少期は道内各地を転々とした後に室蘭市に移る。小学5年生の頃に大人が打つ麻雀を後ろで見てルールを覚える。
北海道室蘭栄高等学校を経て、北海学園大学経済学部に入学。大学在学中よりすすきののキャバレーで支配人らと麻雀を打ちステージで歌を歌うという生活を送り、麻雀で生計を立てることを誓う。卒業後7年間は各地を転々としいわゆる麻雀放浪をする。
1976年、第1期最高位戦で優勝（順位率部門）。第1期プロ名人位、第10期から第13期まで4期連続王位など数多くのタイトルを獲得。
1981年、小島武夫を中心に畑正憲等と共に日本プロ麻雀連盟を創設、理事長となる。1984年から小島の後を受け継ぎ第2代会長を務める。会長職を30年務め、2013年に森山茂和に会長職を譲り、名誉会長に就任。
2016年、第6期麻雀グランプリMAX決勝卓に進出。和久津晶、HIRO柴田、柴田吉和といった中堅どころを相手にトータル唯一のプラスとなり79歳にして同タイトル初優勝、連盟の最高齢タイトル戴冠記録を更新した。

## 雀風・人物
- 雀風は鳴きを用いた速攻派で、切れ味鋭い打ち筋であり、相手のリーチに対しては待ちを絞り込み、押し返す姿勢から「カミソリ灘」の異名を持つ[1][4]。第1期最高位戦の打ち方を見た週刊アサヒ芸能の編集者が「カミソリのような切れ味」と評し、「カミソリ灘の喧嘩麻雀」という連載の題名に採用したことがきっかけだという[5]。
- 神戸に7年間暮らすなど関西在住歴が長い[2]。2019年現在は東京在住[1]。
- 後述の歌手活動の他、文筆業で多く収入を得ており、2013年の時点で収入の7割が原稿料とのこと[2]。文壇関係者との交流も多く、五味康祐、花登筺とはよく麻雀を打つ間柄だったといい、連盟創設に携わった畑正憲とは3-4日連続で徹夜麻雀をしたこともあるという[8]。
- 酒は一滴も飲めない。ただし酒席にいるのは嫌いではないという[9]。
- 北海道を離れて60年以上経つが、高校や大学の同級生とは現在でも連絡を取り合う関係だという[1]。

## 歌手活動
学生時代にキャバレーで歌唱力を鍛えられたことに加え、元々音楽業界に知人が多く、タイトルを獲得した頃からレコードデビューのオファーが増え、1979年に徳間ジャパンから歌手デビューした。以下はリリースされたレコード・CD。
- 1979年「粉雪の街」（作詞：青木かつみ / 作曲：杉本真人）
- 1991年「だから二人は」（作詞：石坂まさを / 作曲：桜庭伸幸） ※「灘麻太郎と正愛」名義
- 2000年「すずらんのうた」（作詞：阿久悠 / 作曲：浜圭介）
- 2000年 NHK朝ドラ『すずらん』の劇場版主題歌を主演の柊瑠美とデュエット
- 2001年「桜花の横顔」（作詞：荒木とよひさ / 作曲：弦哲也）
- 2010年「晩夏のえれじー」（作詞：田久保真見 / 作曲：田尾将実）
- 2015年「加賀の宿」（作詞：志賀大介 / 作曲：乙田修三）
- 2023年「彼女と大阪」（作詞：しいの 乙吉 / 作曲：しいの 乙吉）

## 出演

### テレビ
- よしもと麻雀倶楽部（サンテレビ制作、1997年4月 - 1999年3月）
- モンド21麻雀プロリーグ（MONDO21）

## 著書
- プロ麻雀魂其の三　不敗の型 灘麻太郎（毎日コミュニケーションズ）2005年4月
- 麻雀人国記 懲りない面子77人（学研）2004年9月

他、多数

## 漫画原作
- 度胸麻雀（漫画：郷力也）
- 喧嘩麻雀旅（漫画：森義一）
- 喧嘩麻雀（漫画：村岡栄一）
- 麻雀八犬伝（漫画：北野英明）
- ダモクレスの剣（漫画：郷力也）
- 麻雀地獄旅（漫画：森義一）
- 雀鬼狩り（漫画：森義一）
- カミソリ雀鬼（漫画：郷力也）
- 北野英明の麻雀魔性伝（漫画：北野英明）
- 雀鳳（漫画：いとうまさき）